# Stone Crab Point
Stone Crab Point är en udde i Belize. Den ligger i distriktet Belize, i den nordöstra delen av landet, 100 km nordost om huvudstaden Belmopan.